# Mico schneideri
Mico schneideri is een zoogdier uit de familie van de klauwaapjes (Callitrichidae). De wetenschappelijke naam van de soort werd voor het eerst geldig gepubliceerd door Costa-Araújo et al. in 2021.

## Voorkomen
De soort komt voor in Brazilië.